# Schlüsselereignis
Ein Schlüsselereignis ist in der Kommunikationswissenschaft ein Ereignis, das die Aufmerksamkeit der Medien auf ähnliche Ereignisse lenkt und so eine Berichtswelle auslöst.
Schlüsselereignisse sind spektakuläre Ereignisse, über die umfangreich berichtet wird, beziehungsweise übliche Ereignisse, über die spektakulär berichtet wird. Ähnliche Ereignisse, die durch das Schlüsselereignis in den Fokus der Medienöffentlichkeit geraten, sind Vorgänge der gleichen Klasse von Ereignissen, beispielsweise andere Eisenbahnunfälle nach einem Eisenbahnunfall. Dabei handelt es sich um genuine Ereignisse (Ereignisse, die sich ohne gezielten menschlichen Einfluss abspielen), die nicht vom vermuteten Schlüsselereignis selbst ausgelöst sind (wie das beispielsweise bei einer Pressekonferenz zu einem Zugunglück der Fall wäre).
Gleichzeitig kann ein Schlüsselereignis jedoch auch inszenierte oder mediatisierte Ereignisse (zum Zwecke der Berichterstattung veranstaltete oder hinsichtlich der Berichterstattung modifizierte Ereignisse) zur Folge haben, die als thematisch verwandte Ereignisse ebenfalls in die Berichterstattung eingehen.
Schlüsselereignisse können Auslöser scheinbarer Ereigniswellen sein, beispielsweise in der Kriminalberichterstattung. Nach spektakulären Zwischenfällen in Industrieanlagen kann der Eindruck von Unfallserien entstehen und die Risikowahrnehmung der Bevölkerung beeinflussen.